# Victorio & Lucchino

Logo de Victorio & Lucchino.

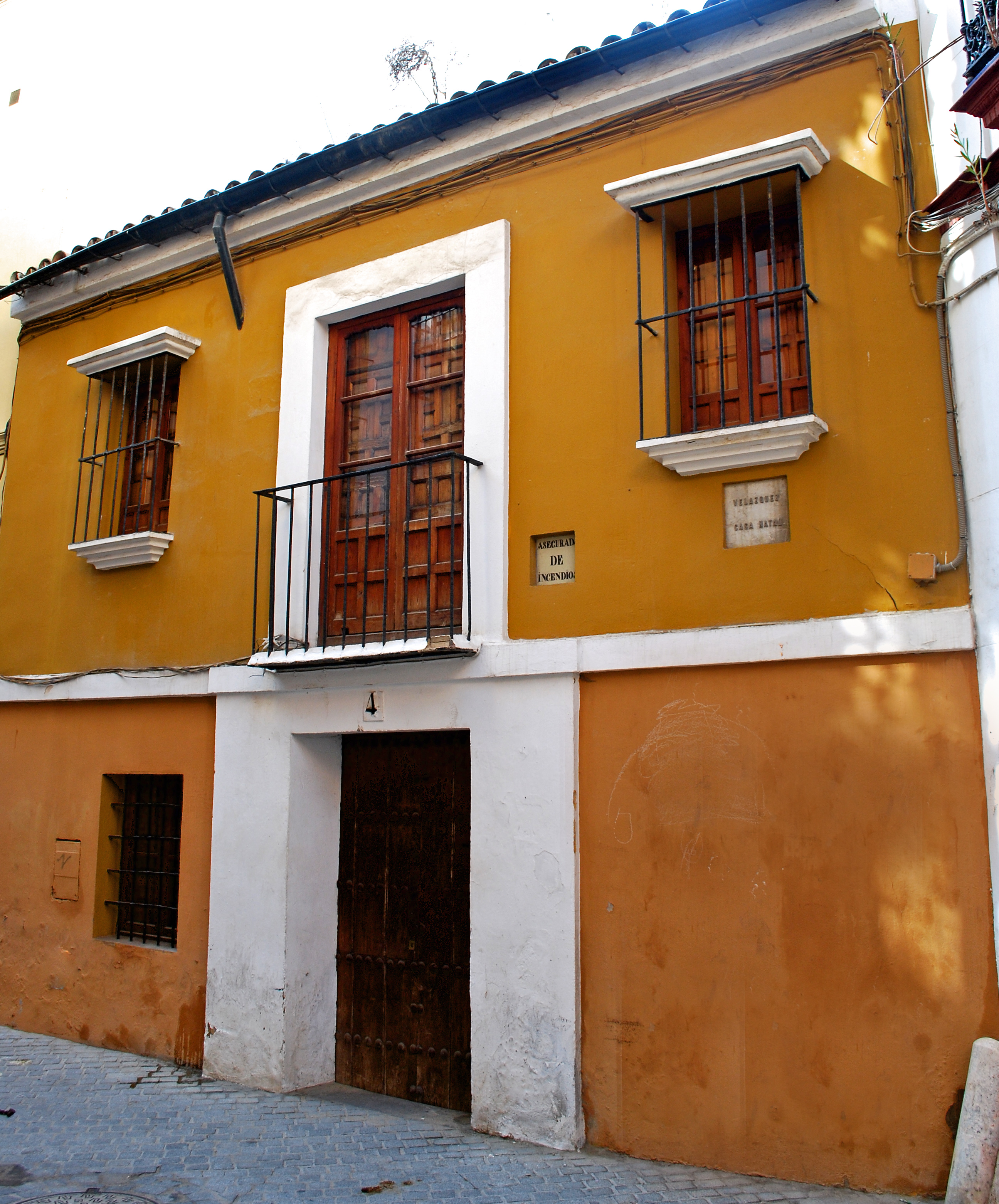
Bureaux de Victorio & Lucchino dans la maison natale de Diego Vélasquez.

Victorio & Lucchino est une entreprise espagnole de mode. Son nom vient de celui de ses créateurs : Victorio (José Víctor Rodríguez Caro) et Lucchino (José Luis Medina del Corral).

## Historiques
Ils se rencontrent dans le département de stylisme de l'entreprise Disart de Séville et commencent à travailler ensemble à la fin des années 1970. Ils décident d'ouvrir une boutique à Séville et de commercialiser leurs premières créations. En 1984, vu le succès de leurs robes de mariées, ils décident de les présenter lors d'un défilé à Barcelone. Ils créent l'année suivante une collection de prêt-à-porter qui est présentée à New York. En 1986, avec la création de la Pasarela Cibeles (plateforme de la mode espagnole devenue en 2008 la Cibeles Madrid Fashion Week), ils commencent à présenter deux collections de prêt-à-porter par année.
En 1992, ils créent les uniformes du personnel de l'exposition universelle de Séville. La même année, l'entreprise décide de se diversifier et lance son premier parfum pour femme, nommé Carmen, avec Penélope Cruz comme égérie. Par la suite, les deux designers créent deux autres parfums, Abril et V&L, puis également des bijoux. Les parfums sont commercialisés en partenariat avec la compagnie Puig.
Ils créent en 1993 les costumes pour Les quatre saisons, ballet interprété par Alicia Alonso et par le Ballet Nacional de Cuba, en 1998 ceux du film Yerma de Pilar Távora et en 1999 ceux de la pièce de théâtre La Célestine, avec Nati Abascal. Dans le film Bodyguard, Whitney Houston porte une robe créée par eux.
Ils sont les auteurs du design intérieur du 5e étage de l'hotel Puerta América de Madrid, une œuvre collective d'architecture et de design international inaugurée en 2005.
Victorio et Lucchino forment un couple dans le privé également. Ils se marièrent en mars 2007.